# Uno Kurtén
Uno Alexander Kurtén, född 21 februari 1845 i Kvevlax, död 6 oktober 1927 i Helsingfors, var en finländsk försäkringsman.
Kurtén blev filosofie kandidat 1869. Han var 1870–1981 lärare i matematik vid Finska kadettkåren och blev sistnämnda år vd för livförsäkringsbolaget Kaleva, bildat 1874 under hans medverkan. På denna post, som han innehade till 1925, gjorde han en insats för det finländska försäkringsväsendets utveckling och övergång i inhemsk ägo.
Kurtén stödde kvinnosaken och var 1885 tillförordnad ordförande för Konkordiaförbundet och 1892 stiftande medlem i kvinnosaksförbundet Unionen. Han erhöll kollegieassessors titel 1880.